# Zwemmen op de Olympische Zomerspelen 2024 – 200 meter vrije slag mannen
De 200 meter vrije slag mannen op de Olympische Zomerspelen 2024 vond plaats van 28 en 29 juli 2024 in de Paris La Défense Arena. Regerend olympisch kampioen was Thomas Dean uit Groot-Brittannië.

## Records
Voorafgaand aan het toernooi waren dit het wereldrecord en het olympisch record
| Wereldrecord     | Paul Biedermann | 1.42,00 | Rome   | 28 juli 2009     |
| Olympisch record | Michael Phelps  | 1.42,96 | Peking | 12 augustus 2008 |

## Uitslagen
De zestien snelste zwemmers in de series kwalificeerden zich voor de halve finales, de snelste acht in de halve finales gingen door naar de finale.

### Series
| Rang | Serie | Baan | Naam                   | Land             | Tijd    | Bijz. |
| ---- | ----- | ---- | ---------------------- | ---------------- | ------- | ----- |
| 1    | 4     | 4    | David Popovici         | Roemenië         | 1.45,65 | Q     |
| 2    | 3     | 3    | Danas Rapšys           | Litouwen         | 1.45,91 | Q     |
| 3    | 4     | 8    | Lucas Henveaux         | België           | 1.46,04 | Q, NR |
| 4    | 4     | 5    | Hwang Sun-woo          | Zuid-Korea       | 1.46,13 | Q     |
| 5    | 2     | 5    | Maximillian Giuliani   | Australië        | 1.46,15 | Q     |
| 6    | 2     | 4    | Matthew Richards       | Groot-Brittannië | 1.46,19 | Q     |
| 7    | 2     | 3    | Katsuhiro Matsumoto    | Japan            | 1.46,23 | Q     |
| 7    | 4     | 3    | Luke Hobson            | Verenigde Staten | 1.46,23 | Q     |
| 9    | 4     | 2    | Thomas Neill           | Australië        | 1.46,27 | Q     |
| 10   | 3     | 4    | Lukas Märtens          | Duitsland        | 1.46,33 | Q     |
| 11   | 3     | 5    | Duncan Scott           | Groot-Brittannië | 1.46,34 | Q     |
| 12   | 2     | 6    | Kim Woo-min            | Zuid-Korea       | 1.46,64 | Q     |
| 13   | 2     | 2    | Rafael Miroslaw        | Duitsland        | 1.46,81 | Q     |
| 14   | 2     | 1    | Denis Loktev           | Ierland          | 1.47,01 | Q     |
| 15   | 3     | 2    | Alessandro Ragaini     | Italië           | 1.47,31 | Q     |
| 16   | 3     | 7    | Filippo Megli          | Italië           | 1.47,39 | Q     |
| 17   | 2     | 8    | Antonio Djakovic       | Zwitserland      | 1.47,46 |       |
| 18   | 1     | 4    | Velimir Stjepanovic    | Servië           | 1.47,56 |       |
| 19   | 3     | 6    | Chris Guiliano         | Verenigde Staten | 1.47,60 |       |
| 20   | 3     | 8    | Jorge Iga              | Mexico           | 1.48,38 |       |
| 21   | 1     | 5    | Saso Boskan            | Slovenië         | 1.48,75 |       |
| 22   | 4     | 6    | Pan Zhanle             | China            | 1.49,47 |       |
| 23   | 4     | 7    | Ji Xinjie              | China            | 1.49,88 |       |
| 24   | 1     | 3    | Omar Abbass            | Syrië            | 1.53,01 |       |
| 25   | 1     | 6    | Muhammad Ahmed Durrani | Pakistan         | 1.58,67 |       |
|      | 4     | 1    | Guilherme Costa        | Brazilië         | DNS     |       |
|      | 3     | 1    | Nandor Nemeth          | Hongarije        | DNS     |       |
|      | 2     | 7    | Felix Auböck           | Oostenrijk       | DNS     |       |

### Halve finales
| Rang | Serie | Baan | Naam                 | Land             | Tijd    | Bijz. |
| ---- | ----- | ---- | -------------------- | ---------------- | ------- | ----- |
| 1    | 2     | 4    | David Popovici       | Roemenië         | 1.44,53 | Q     |
| 2    | 2     | 7    | Duncan Scott         | Groot-Brittannië | 1.44,94 | Q     |
| 3    | 1     | 6    | Luke Hobson          | Verenigde Staten | 1.45,19 | Q     |
| 4    | 1     | 2    | Lukas Märtens        | Duitsland        | 1.45,36 | Q     |
| 5    | 2     | 3    | Maximillian Giuliani | Australië        | 1.45,37 | Q     |
| 6    | 1     | 4    | Danas Rapšys         | Litouwen         | 1.45,48 | Q     |
| 7    | 1     | 3    | Matthew Richards     | Groot-Brittannië | 1.45,63 | Q     |
| 8    | 2     | 6    | Katsuhiro Matsumoto  | Japan            | 1.45,88 | Q     |
| 9    | 1     | 5    | Hwang Sun-woo        | Zuid-Korea       | 1.45,92 |       |
| 10   | 2     | 2    | Thomas Neill         | Australië        | 1.46,18 |       |
| 11   | 2     | 5    | Lucas Henveaux       | België           | 1.46,20 |       |
| 12   | 1     | 7    | Kim Woo-min          | Zuid-Korea       | 1.46,58 |       |
| 13   | 1     | 8    | Filippo Megli        | Italië           | 1.46,87 |       |
| 14   | 2     | 8    | Alessandro Ragaini   | Italië           | 1.47,08 |       |
| 15   | 2     | 1    | Rafael Miroslaw      | Duitsland        | 1.47,34 |       |
| 16   | 1     | 1    | Denis Loktev         | Ierland          | 1.47,93 |       |

### Finale
| Rang   | Baan | Naam                 | Land             | Tijd    | Bijz. |
| ------ | ---- | -------------------- | ---------------- | ------- | ----- |
| Goud   | 4    | David Popovici       | Roemenië         | 1.44,72 |       |
| Zilver | 1    | Matthew Richards     | Groot-Brittannië | 1.44,74 |       |
| Brons  | 3    | Luke Hobson          | Verenigde Staten | 1.44,79 |       |
| 4      | 5    | Duncan Scott         | Groot-Brittannië | 1.44,87 |       |
| 5      | 6    | Lukas Märtens        | Duitsland        | 1.45,46 |       |
| 5      | 7    | Danas Rapšys         | Litouwen         | 1.45,46 |       |
| 7      | 2    | Maximillian Giuliani | Australië        | 1.45,57 |       |
| 8      | 8    | Katsuhiro Matsumoto  | Japan            | 1.46,26 |       |